# Superliga de Turquía 2015-16
La Superliga 2015-16 ( 2015-16 Spor Toto Süper Lig por razones de patrocinio) fue la 58.ª temporada de la Superliga de Turquía, la máxima categoría del fútbol profesional en Turquía. El campeón defensor es el Galatasaray de Estambul.

## Ascensos y descensos
Kardemir Karabükspor, Kayseri Erciyesspor, Balıkesirspor fueron relegados al final de la temporada 2014-15 después de terminar en los tres últimos lugares de la tabla de posiciones. Balıkesirspor alcanzó a mantenerse solo una temporada en la máxima categoría después de su ascenso en 2013-14, Karabükspor y Kayseri Erciyesspor regresaron al segundo nivel después de 5 y 2 años, respectivamente. 
Los equipos descendidos fueron reemplazados por el campeón de la TFF Primera División el Kayserispor, el subcampeón Osmanlispor y el ganador de la eliminatoria el Antalyaspor.
| Pos. | Descendidos de la Superliga de Turquía 2014/15 |
| ---- | ---------------------------------------------- |
| 16.º | Kardemir Karabükspor                           |
| 17.º | Kayseri Erciyesspor                            |
| 18.º | Balıkesirspor                                  |

| Pos.  | Ascendidos de la Bank Asya 1. lig 2014/15 |
| ----- | ----------------------------------------- |
| 1.º   | Kayserispor                               |
| 2.º   | Osmanlispor                               |
| Prom. | Antalyaspor                               |

## Clubes
| Club                 | Ciudad     | Estadio                         | Aforo         |
| -------------------- | ---------- | ------------------------------- | ------------- |
| Akhisar Belediyespor | Manisa     | Manisa 19 Mayis                 | 16.597        |
| Antalyaspor          | Antalya    | Yeni Antalya                    | 33.030        |
| Beşiktaş             | Estambul   | Olímpico Atatürk Vodafone Arena | 76.092 41.500 |
| Bursaspor            | Bursa      | Timsah Arena                    | 43.330        |
| Çaykur Rizespor      | Rize       | Yeni Rize Şehir                 | 15.485        |
| Eskişehirspor        | Eskişehir  | Eskişehir Atatürk               | 13.520        |
| Fenerbahçe           | Estambul   | Şükrü Saracoğlu                 | 50.509        |
| Galatasaray          | Estambul   | Türk Telekom Arena              | 52.652        |
| Gaziantepspor        | Gaziantep  | Gaziantep Kamil Ocak            | 16.981        |
| Gençlerbirliği       | Ankara     | Ankara 19 Mayis                 | 19.209        |
| İstanbul Başakşehir  | Estambul   | Başakşehir Arena                | 17.800        |
| Kayserispor          | Kayseri    | Kadir Has                       | 32.800        |
| Kasımpaşa            | Estambul   | Recep Tayyip Erdoğan            | 14.234        |
| Konyaspor            | Konya      | Torku Arena                     | 42.276        |
| Mersin İdmanyurdu    | Mersin     | Mersin Arena                    | 25.534        |
| Osmanlispor          | Ankara     | Yenikent Asaş                   | 20.000        |
| Sivasspor            | Sivas      | Sivas 4 Eylül                   | 14.998        |
| Trabzonspor          | Trebisonda | Hüseyin Avni Aker               | 24.169        |

### Información de los equipos
| Club                 | Técnico             | Capitán         | Kit manufacturer | Patrocinador |
| -------------------- | ------------------- | --------------- | ---------------- | ------------ |
| Akhisar Belediyespor | Cihat Arslan        | Hasan Kabze     | Nike             |              |
| Antalyaspor          | Samuel Eto'o        | Samuel Eto'o    | Nike             | iati         |
| Beşiktaş             | Şenol Güneş         | Tolga Zengin    | Adidas           | Vodafone     |
| Bursaspor            | Ertuğrul Sağlam     | Ozan İpek       | Puma             | InvestAZ     |
| Çaykur Rizespor      | Hikmet Karaman      | Sercan Kaya     | Lotto            | Çaykur       |
| Eskişehirspor        | İsmail Kartal       | Sezgin Coşkun   | Nike             | Eti          |
| Fenerbahçe           | Vítor Pereira       | Volkan Demirel  | Adidas           | Yandex       |
| Galatasaray          | Orhan Atik          | Selçuk İnan     | Nike             |              |
| Gaziantepspor        | Mutlu Topçu         | Elyasa Süme     | Adidas           | Turkish Oil  |
| Gençlerbirliği       | Mehmet Özdilek      | Doğa Kaya       | Lotto            | İCK          |
| İstanbul Başakşehir  | Abdullah Avcı       | Mahmut Tekdemir | Nike             | Makro        |
| Kasımpaşa            | Rıza Çalımbay       | Ryan Donk       | Nike             |              |
| Kayserispor          | Tolunay Kafkas      | İbrahim Dağaşan | Adidas           |              |
| Torku Konyaspor      | Aykut Kocaman       | Uğur İnceman    | Hummel           | Torku        |
| Mersin İdmanyurdu    | Bülent Korkmaz      | Servet Çetin    | Adidas           | Arbella      |
| Osmanlıspor          | Mustafa Reşit Akçay | Ahmet Şahin     | Lotto            |              |
| Sivasspor            | Sergen Yalçın       | Adem Koçak      | Adidas           | Marka Gida   |
| Trabzonspor          | Shota Arveladze     | Onur Kıvrak     | Nike             |              |

## Tabla de posiciones
Clasificación final el 19 de mayo de 2016.
| --- | Pos. | Equipos              | PJ | PG | PE | PP | GF | GC | DIF | PTS |
| --- | ---- | -------------------- | -- | -- | -- | -- | -- | -- | --- | --- |
|     | 1.   | Beşiktaş             | 34 | 25 | 4  | 5  | 75 | 35 | +40 | 79  |
|     | 2.   | Fenerbahçe           | 34 | 22 | 8  | 4  | 60 | 27 | +33 | 74  |
|     | 3.   | Konyaspor            | 34 | 19 | 9  | 6  | 44 | 33 | +11 | 66  |
|     | 4.   | İstanbul Başakşehir  | 34 | 16 | 11 | 7  | 54 | 36 | +17 | 59  |
|     | 5.   | Osmanlispor          | 34 | 14 | 10 | 10 | 52 | 36 | +16 | 52  |
|     | 6.   | Galatasaray          | 34 | 13 | 12 | 9  | 69 | 49 | +20 | 51  |
|     | 7.   | Kasımpaşa            | 34 | 14 | 8  | 12 | 50 | 40 | +10 | 50  |
|     | 8.   | Akhisar Belediyespor | 34 | 11 | 13 | 10 | 42 | 41 | +1  | 46  |
|     | 9.   | Antalyaspor          | 34 | 12 | 9  | 13 | 53 | 52 | +1  | 45  |
|     | 10.  | Gençlerbirliği       | 34 | 13 | 6  | 15 | 42 | 42 | 0   | 45  |
|     | 11.  | Bursaspor            | 34 | 13 | 5  | 16 | 47 | 55 | -8  | 44  |
|     | 12.  | Trabzonspor          | 34 | 12 | 4  | 18 | 40 | 59 | -19 | 40  |
|     | 13.  | Caykur Rizespor      | 34 | 9  | 10 | 15 | 39 | 48 | -9  | 37  |
|     | 14.  | Gaziantepspor        | 34 | 9  | 9  | 16 | 31 | 50 | -19 | 36  |
|     | 15.  | Kayserispor          | 34 | 7  | 13 | 14 | 25 | 41 | -16 | 34  |
|     | 16.  | Sivasspor            | 34 | 6  | 13 | 15 | 34 | 48 | -14 | 31  |
|     | 17.  | Eskişehirspor        | 34 | 8  | 6  | 20 | 39 | 64 | -25 | 30  |
|     | 18.  | Mersin İdmanyurdu    | 34 | 5  | 6  | 23 | 31 | 71 | -40 | 21  |

|  | Campeón y clasificado para la Liga de Campeones de la UEFA 2016-17 |
|  | Clasificado para la Liga de Campeones de la UEFA 2016-17           |
|  | Clasificado para la Liga Europa de la UEFA 2016-17                 |
|  | Descendido a la TFF Primera División 2016-17                       |

## Goleadores
- «Süper Lig Top Goalscorers». TFF.

| Pos. | Jugador             | Equipo               | Goles |
| ---- | ------------------- | -------------------- | ----- |
| 1    | Mario Gómez         | Beşiktaş             | 26    |
| 2    | Samuel Eto'o        | Antalyaspor          | 20    |
| 3    | Hugo Rodallega      | Akhisar Belediyespor | 19    |
| 4    | Edin Višća          | İstanbul Başakşehir  | 17    |
| 5    | Robin van Persie    | Fenerbahçe           | 16    |
| 6    | Fernandão           | Fenerbahçe           | 13    |
| 6    | Lukas Podolski      | Galatasaray          | 13    |
| 6    | Eren Derdiyok       | Kasımpaşa            | 13    |
| 9    | Aatif Chahechouhe   | Sivasspor            | 12    |
| 10   | Muhammet Demir      | Trabzonspor          | 11    |
| 10   | Tomáš Necid         | Bursaspor            | 11    |
| 10   | Papa Alioune Ndiaye | Osmanlıspor          | 11    |
| 10   | Deniz Kadah         | Çaykur Rizespor      | 11    |
| 10   | Selçuk İnan         | Galatasaray          | 11    |
| 10   | Ezequiel Scarione   | Kasımpaşa            | 11    |

## TFF Primera División
La TFF Primera División es la segunda categoría del fútbol en Turquía. En la edición 2015-16, los clubes Adanaspor y Kardemir Karabükspor consiguieron el ascenso automáticamente, mientras los equipos clasificados entre el tercer y sexto puesto disputan los play-offs para determinar un tercer ascenso a la máxima categoría.
El Alanyaspor se impuso en los play-offs obteniendo el tercer ascenso a la Superliga.
| --- | Pos. | Equipos                  | PJ | PG | PE | PP | GF | GC | DIF | PTS |
| --- | ---- | ------------------------ | -- | -- | -- | -- | -- | -- | --- | --- |
|     | 1.   | Adanaspor                | 34 | 20 | 5  | 9  | 53 | 36 | +17 | 65  |
|     | 2.   | Kardemir Karabükspor (D) | 34 | 17 | 11 | 6  | 41 | 27 | +14 | 62  |
|     | 3.   | Alanyaspor               | 34 | 17 | 10 | 7  | 60 | 38 | +22 | 61  |
|     | 4.   | Adana Demirspor          | 34 | 15 | 9  | 10 | 53 | 40 | +13 | 54  |
|     | 5.   | Elazığspor               | 34 | 13 | 13 | 8  | 45 | 38 | +7  | 52  |
|     | 6.   | Balıkesirspor (D)        | 34 | 13 | 13 | 8  | 40 | 29 | +11 | 52  |
|     | 7.   | Giresunspor              | 34 | 14 | 9  | 11 | 49 | 40 | +9  | 51  |
|     | 8.   | Gaziantep BB             | 34 | 11 | 15 | 8  | 38 | 33 | +5  | 48  |
|     | 9.   | Samsunspor               | 34 | 13 | 8  | 13 | 45 | 39 | +6  | 44  |
|     | 10.  | Altınordu                | 34 | 11 | 11 | 12 | 39 | 43 | −4  | 44  |
|     | 11.  | Yeni Malatyaspor (A)     | 34 | 12 | 7  | 15 | 35 | 41 | −6  | 43  |
|     | 12.  | Boluspor                 | 34 | 10 | 12 | 12 | 36 | 46 | −10 | 42  |
|     | 13.  | Göztepe Izmir (A)        | 34 | 9  | 11 | 14 | 38 | 40 | −2  | 38  |
|     | 14.  | Şanlıurfaspor            | 34 | 10 | 8  | 16 | 34 | 45 | −11 | 38  |
|     | 15.  | Denizlispor              | 34 | 10 | 9  | 15 | 41 | 52 | −11 | 36  |
|     | 16.  | 1461 Trabzon (A)         | 34 | 9  | 7  | 18 | 32 | 53 | −21 | 34  |
|     | 17.  | Kayseri Erciyesspor (D)  | 34 | 8  | 9  | 17 | 35 | 54 | −19 | 33  |
|     | 18.  | Karşıyaka                | 34 | 6  | 9  | 19 | 33 | 53 | −20 | 27  |

- (D): Clubes descendidos de la Superliga 2014-15.
- (A): Clubes ascendidos de la TFF Segunda División 2014-15.

|    | Ascienden a la Superliga             |
| -- | Clasificado al playoff de ascenso    |
|    | Descendido a la TFF Segunda División |